# Mimolochus hoefneri
Mimolochus hoefneri là một loài bọ cánh cứng trong họ Cerambycidae.